# 本多康明
本多 康明（ほんだ やすあきら）は、信濃飯山藩の第2代藩主。広孝系本多家6代。官位は従五位下。豊後守。

## 経歴
1709年正月、江戸藩邸で生まれる。幼名は猪三郎、直三郎。三男だったが長兄と次兄が早世していたため、1725年の父の死去により跡を継いだ。1730年、帰国中に病に倒れ、同年8月10日に飯山城にて死去した。享年22。嗣子がなく、家督は弟の助有が継いだ。
墓所は飯山市奈良沢の忠恩寺。

## 系譜
父母
- 本多助芳（父）
- 小笠原長重の養女（母）

養子
- 本多助有 ー 実弟